# Osadnictwo rolnicze na Ziemiach Odzyskanych
Osadnictwo rolnicze na Ziemiach Odzyskanych – proces przemieszczania się ludności rolniczej z „ziem dawnych” mieszczących się w granicach II Rzeczypospolitej na tereny nowo pozyskanych Ziem Odzyskanych.
Pod podjęciem Ziemie Odzyskane rozumie się obszar który przypadł Polsce w wyniku Konferencji Poczdamskiej (1945). W wyniku tych decyzji obszar Polski uległ zmniejszeniu z 388 tys. km² w okresie funkcjonowania II RP do 313 tys. km² (18,7%). Obszar użytków rolnych spadł odpowiednio z 25 585 tys. ha do 21 656 tys. ha (15,4%).

## Właściwości dekretu o osadnictwie na Ziemiach Odzyskanych
W dekrecie o osadnictwie na Ziemiach Odzyskanych z 1946 r. ustanowiono, że obszar użytków rolnych w gospodarstwach rolnych mógł wynosić od 7 do 15 hektarów. W przypadku gospodarstw o charakterze hodowlanym maksymalny obszar wzrastał do 20 hektarów, natomiast dla gospodarstw ogrodniczych wynosił do 5 hektarów. Ograniczenia nie dotyczyły istniejących dotąd gospodarstw nasiennych i szkółkarskich, których obszar mógł wynosić do 20 hektarów.
Nabywcami gospodarstw (działek) mogli być obywatele polscy, którzy przybyli na obszar Ziem Odzyskanych w ramach akcji osiedleńczej kierowanej przez władze państwowe. 
Osoby ubiegające się o nabycie gospodarstw rolnych (ogrodniczych) winny wykazać, że:
- posiadają praktyczne przygotowanie do prowadzenia gospodarstwa rolnego (ogrodniczego) oraz że praca na roli stanowi ich główny zawód;
- posiadają fachowe wykształcenie rolnicze.

Pierwszeństwo w otrzymaniu gospodarstwa (działki) mieli:
- zdemobilizowani żołnierze i inwalidzi wojska polskiego, którzy brali udział w walkach o Polskę, oraz uczestnicy walk partyzanckich o Polskę, z wyjątkiem tych, którzy występowali przeciwko Polsce Ludowej;
- funkcjonariusze służby bezpieczeństwa, którzy w związku ze służbą w obronie demokratycznych zasad ustroju Państwa Polskiego zostali inwalidami;
- wdowy i sieroty po żołnierzach i uczestnikach walk partyzanckich poległych w walkach o Polskę jako też wdowy i sieroty po funkcjonariuszach służby bezpieczeństwa, którzy polegli w związku ze służbą w obronie demokratycznych zasad ustroju Państwa Polskiego, oraz osoby, których jedynymi żywicielami byli wymienieni żołnierze, uczestnicy walk partyzanckich i funkcjonariusze służby bezpieczeństwa;
- repatrianci;
- właściciele gospodarstw małorolnych i karłowatych, znajdujących się na obszarach Państwa Polskiego poza obszarem Ziem Odzyskanych i b. Wolnego Miasta Gdańska.

Nabywane gospodarstwa (działki) były odpłatne, natomiast cenę ustalano jako wartość odpowiadającą szacunkowi składników gospodarstwa (działki). Z kolei szacunek gruntów ustalano w wysokości równej przeciętnemu rocznemu urodzajowi z danego obszaru ziemi, przy czym jako przeciętny urodzaj dla gruntów średniej jakości przyjmowano 15 centnarów metrycznych żyta z jednego hektara.

## Liczba nowo powstałych gospodarstw na Ziemiach Odzyskanych
Według danych rocznika statystycznego GUS w latach 1945–1949 liczba nowo powstałych gospodarstw rolnych według rodzaju i wielkości przedstawiała się następująco (w tys.):
| Województwo  | Gospodarstwa nowo powstałe ogółem | Gospodarstwa o uregulowanych stosunkach prawnych | Gospodarstwa o uregulowanych stosunkach prawnych | Gospodarstwa o uregulowanych stosunkach prawnych | Gospodarstwa o uregulowanych stosunkach prawnych | Gospodarstwa o uregulowanych stosunkach prawnych | Gospodarstwa o uregulowanych stosunkach prawnych | Gospodarstwa o uregulowanych stosunkach prawnych | Gospodarstwa w toku regulacji stosunków prawnych |
| Województwo  | Gospodarstwa nowo powstałe ogółem | razem                                            | <7 ha                                            | 7–9 ha                                           | 9–12 ha                                          | 12–15 ha                                         | > 15 ha                                          | inne rodzaje gospodarstw                         | Gospodarstwa w toku regulacji stosunków prawnych |
| ------------ | --------------------------------- | ------------------------------------------------ | ------------------------------------------------ | ------------------------------------------------ | ------------------------------------------------ | ------------------------------------------------ | ------------------------------------------------ | ------------------------------------------------ | ------------------------------------------------ |
| białostockie | 12 808                            | 7029                                             | 39                                               | 213                                              | 2251                                             | 3088                                             | 476                                              | 962                                              | 5779                                             |
| gdańskie     | 26 157                            | 6703                                             | 817                                              | 2282                                             | 1562                                             | 384                                              | 12                                               | 1646                                             | 19 636                                           |
| olsztyńskie  | 62 404                            | 26 159                                           | 348                                              | 3221                                             | 14 814                                           | 3898                                             | 325                                              | 3553                                             | 36 245                                           |
| poznańskie   | 48 526                            | 18 425                                           | 363                                              | 2653                                             | 6383                                             | 3231                                             | 674                                              | 5121                                             | 30 101                                           |
| szczecińskie | 107 180                           | 9443                                             | 297                                              | 3370                                             | 3198                                             | 1140                                             | 25                                               | 1413                                             | 97 737                                           |
| śląskie      | 41 957                            | 14 909                                           | 332                                              | 4913                                             | 5894                                             | 125                                              | 157                                              | 3488                                             | 27 048                                           |
| wrocławskie  | 184 275                           | 62 783                                           | 10 814                                           | 22 531                                           | 11 775                                           | 1174                                             | 80                                               | 16 409                                           | 121 492                                          |
| razem        | 483 307                           | 145 451                                          | 13 010                                           | 39 183                                           | 45 877                                           | 13 040                                           | 1749                                             | 32 592                                           | 338 038                                          |

## Powierzchnia nowo powstałych gospodarstw na Ziemiach Odzyskanych
Według danych rocznika statystycznego GUS w latach 1945–1949 powierzchnia nowo powstałych gospodarstw rolnych według rodzaju i wielkości przedstawiała się następująco (w tys.):
| Województwo  | Gospodarstwa nowo powstałe ogółem | Powierzchnie gospodarstw o uregulowanych stosunkach prawnych | Powierzchnie gospodarstw o uregulowanych stosunkach prawnych | Powierzchnie gospodarstw o uregulowanych stosunkach prawnych | Powierzchnie gospodarstw o uregulowanych stosunkach prawnych | Powierzchnie gospodarstw o uregulowanych stosunkach prawnych | Powierzchnie gospodarstw o uregulowanych stosunkach prawnych | Powierzchnie gospodarstw o uregulowanych stosunkach prawnych | Gospodarstwa w toku regulacji stosunków prawnych |
| Województwo  | Gospodarstwa nowo powstałe ogółem | razem                                                        | < 7 ha                                                       | 7-9 ha                                                       | 9-12 ha                                                      | 12-15 ha                                                     | > 15 ha                                                      | inne rodzaje gospodarstw                                     | Gospodarstwa w toku regulacji stosunków prawnych |
| ------------ | --------------------------------- | ------------------------------------------------------------ | ------------------------------------------------------------ | ------------------------------------------------------------ | ------------------------------------------------------------ | ------------------------------------------------------------ | ------------------------------------------------------------ | ------------------------------------------------------------ | ------------------------------------------------ |
| białostockie | 138,3                             | 78,7                                                         | 0,2                                                          | 1,8                                                          | 24,4                                                         | 42,5                                                         | 8,4                                                          | 1,4                                                          | 59,6                                             |
| gdańskie     | 193,5                             | 48,9                                                         | 5,0                                                          | 18,6                                                         | 16,1                                                         | 5,1                                                          | 0,2                                                          | 3,9                                                          | 144,6                                            |
| olsztyńskie  | 621,3                             | 246,8                                                        | 2,2                                                          | 26,9                                                         | 155,0                                                        | 52,1                                                         | 5,6                                                          | 5,0                                                          | 374,5                                            |
| poznańskie   | 393,3                             | 154,4                                                        | 2,3                                                          | 21,3                                                         | 67,0                                                         | 44,1                                                         | 11,4                                                         | 8,3                                                          | 238,9                                            |
| szczecińskie | 1149,3                            | 80,6                                                         | 2,0                                                          | 27,4                                                         | 33,1                                                         | 15,6                                                         | 0,4                                                          | 2,1                                                          | 1068,7                                           |
| śląskie      | 252,0                             | 84,0                                                         | 19,8                                                         | 38,8                                                         | 18,7                                                         | 1,8                                                          | 0,4                                                          | 4,5                                                          | 168                                              |
| wrocławskie  | 1257,0                            | 402,8                                                        | 65,2                                                         | 180,7                                                        | 118,2                                                        | 15,5                                                         | 1,6                                                          | 21,6                                                         | 854,4                                            |
| razem        | 4004,7                            | 1096,2                                                       | 96,7                                                         | 315,5                                                        | 432,5                                                        | 176,7                                                        | 28,0                                                         | 46,8                                                         | 2908,7                                           |

## Przebieg osadnictwa rolniczego w latach 1950–1962
Według danych rolniczego rocznika statystycznego GUS liczba osadników oscylowała od 3–14 tys. rocznie. W latach 1950–1962 osiedlono łącznie 135,1 tys. rodzin, w tym 73,3 tys. (54,3%) w gospodarstwach indywidualnych i rolniczych spółdzielniach produkcyjnych (RSP) oraz 61,7 tys. (45,7%) w gospodarstwach państwowych, co obrazuje poniższe zestawienie :
| Rok   | Rodziny osiedlone | Rodziny osiedlone                     | Rodziny osiedlone            |
| Rok   | Ogółem            | W gospodarstwach indywidualnych i RSP | W gospodarstwach państwowych |
| ----- | ----------------- | ------------------------------------- | ---------------------------- |
| 1950  | 11 413            | 11 413                                | –                            |
| 1951  | 10 602            | 9517                                  | 1085                         |
| 1952  | 14 772            | 8248                                  | 6524                         |
| 1953  | 14 361            | 4583                                  | 9778                         |
| 1954  | 17 629            | 6677                                  | 10 952                       |
| 1955  | 14 816            | 4496                                  | 10 320                       |
| 1956  | 14 509            | 4939                                  | 9570                         |
| 1957  | 13 698            | 9431                                  | 4267                         |
| 1958  | 7962              | 3908                                  | 4054                         |
| 1959  | 4632              | 2672                                  | 1960                         |
| 1960  | 4626              | 3156                                  | 1470                         |
| 1961  | 3197              | 2316                                  | 881                          |
| 1962  | 2841              | 1963                                  | 878                          |
| razem | 135 058           | 73 319                                | 61 739                       |

## Liczba rodzin osiedlonych według województw
Według danych rolniczego rocznika statystycznego GUS liczba rodzin osiedlonych w latach 1950–1962 przedstawiała się następująco:
| Województwo    | Rodziny osiedlone | Rodziny osiedlone                     | Rodziny osiedlone            |
| Województwo    | Ogółem            | W gospodarstwach indywidualnych i RSP | W gospodarstwach państwowych |
| -------------- | ----------------- | ------------------------------------- | ---------------------------- |
| białostockie   | 4470              | 2308                                  | 2162                         |
| bydgoskie      | 177               | 155                                   | 22                           |
| gdańskie       | 8837              | 4392                                  | 4445                         |
| katowickie     | 153               | 153                                   | –                            |
| koszalińskie   | 20 906            | 8777                                  | 12 129                       |
| lubelskie      | 2100              | 1718                                  | 382                          |
| olsztyńskie    | 24 004            | 13 484                                | 10 520                       |
| opolskie       | 5907              | 3774                                  | 2133                         |
| poznańskie     | 793               | 552                                   | 241                          |
| rzeszowskie    | 4424              | 3640                                  | 784                          |
| szczecińskie   | 17 770            | 7551                                  | 10 291                       |
| wrocławskie    | 28 463            | 16 928                                | 11 535                       |
| zielonogórskie | 17 054            | 9887                                  | 7167                         |
| razem          | 135 058           | 73 319                                | 61 739                       |